# 埃尔雷亚尔德拉哈拉
埃尔雷亚尔德拉哈拉，是西班牙安达卢西亚自治区塞维利亚省的一个市镇。总面积157平方公里，总人口1622人（001年），人口密度10人/平方公里。